# نو سامرفیلد (تگزاس)
نو سامرفیلد، تگزاس (به انگلیسی: New Summerfield, Texas) یک شهر در ایالات متحده آمریکا با جمعیت ۹۹۸ نفر است که در تگزاس واقع شده‌است.

## موقعیت جغرافیایی
موقعیت جغرافیایی شهرها و مناطق اطراف به شرح زیر است: